# Synagoga w Pleszewie
Synagoga w Pleszewie – synagoga znajdująca się w Pleszewie przy ulicy Ogrodowej.
Synagoga została zbudowana w 1830 roku. Podczas II wojny światowej hitlerowcy zdewastowali synagogę. Po zakończeniu wojny budynek synagogi służył jako magazyn. W 1976 roku spółdzielnia inwalidów przejęła budynek, naprawiła dach i znacznie przebudowała, przeznaczając go na magazyn.
Murowany i orientowany budynek synagogi wzniesiono na planie prostokąta. Zachowała się zamknięta półkoliście wielka płytka blenda oraz schodkowe obramienie szczytu w ścianie wschodniej.